# Поглиблення шахтних стовбурів

Поглиблення шахтних стовбурів (рос. углубка шахтных стволов, англ. shaft sinking, shaft deepening; нім. Schachtabteufen n, Vertiefung f von Schächten) — збільшення глибини існуючого вертикального або похилого шахтного стовбура (ствола) для розкриття і підготовки шахтного поля на новому горизонті. П.ш.с. може здійснюватися зверху вниз, знизу вгору і одночасно зверху вниз і знизу вгору. П.ш.с. зверху вниз може здійснюватися: з залишенням породного запобіжного цілика під зумпфом ствола; з влаштуванням запобіжного помосту в зумпфі ствола; через сліпу допоміжну виробку. П.ш.с. — більш трудомісткий і складний процес, ніж проходка нового стовбура.
Розрізняють чотири технологічні схеми поглиблення стовбурів (рис.):
- I. Зверху вниз повним перерізом із видачею породи на земну поверхню (а).
- II. Зверху вниз повним перерізом із видачею породи на вентиляційний або робочий горизонт (б).
- III. Зверху вниз повним перерізом із видачею породи на поглиблюваний горизонт (в).
- IV. Знизу вгору вузьким перерізом із подальшим розширенням зверху вниз до повного перерізу стовбура з прийомом по-роди на підготовчий горизонт (г).

Схему I застосовують при поглибленні допоміжних і вентиляційно-допоміжних стовбурів завглибшки до 500 м. Її здійс-нюють за наявності в заглиблюваному стовбурі вільної площі для розміщення прохідницької бадді, а також умов, що дозволяють здійснювати заміну постійних підйомних посудин на прохідницькі або провести демонтаж частини армування стовбура для розташування бадей більшої місткості. Поглиблення стовбура можна виконувати з одночасним продовженням його експлуатації.
Схему II застосовують у тому випадку, коли в заглиблюваному стовбурі є можливість розмістити прохідницькі підйомні посудини, а на горизонті забезпечити прийом породи та спуск матеріалів, не порушуючи експлуатаційного режиму роботи шахти. Поглиблювання здійснюють через клітьове, скіпове, сходове або спеціальне поглиблювальне відділення. При цьому все прохідницьке устаткування монтують безпосередньо в шахті.
Схему III застосовують, коли в заглиблюваному стовбурі немає місця для розміщення прохідницьких підйомних посудин. Підйомну машину монтують на поглиблювальному горизонті, пройденому під порідним запобіжним ціликом. Тут же на поглиблювальному горизонті здійснюють розвантаження бадді.
Схему IV застосовують, коли із заздалегідь розкритого підготовчого горизонту можна пройти виробку під центр заглиблюваного стовбура. Необхідною умовою проведення роботи за цією схемою є наявність іншого стовбура, який випереджає заглиблюваний хоча б на один поверх.